# Motatán
Motatán es una población del municipio Motatán en el estado Trujillo (Venezuela).

## Ubicación
Se encuentra entre las poblaciones de Jalisco al norte, Pampanito al este, Valera al sur y El Baño al oeste.

## Historia
Motatán es un pueblo antiguo, fue fundado en 1579 bajo la jurisdicción del cabildo de Mérida y corregimiento de Tunja, luego provincia de Mérida. Su nombre tiene origen en los aborígenes de la etnia Timotocuica "Stimot–ustate–an" cuya traducción sería "Soy la puerta de los Timotes" y que se leería "stmoustateán", de donde provendría el nombre Motatán. Esto incluso está plasmado en la descripción oficial del Escudo Municipal, ya que dicha frase timotocuica aparece en el mismo.
El nombre de Motatán aparece por primera vez en 1562, cuando se prevé la refundación de la ciudad de Trujillo para trasladarla del valle de Boconó (una de sus peregrinaciones) y un año más tarde es establecida en la Guaca, sitio donde hoy están los prefabricados de Jalisco. En 1802 Motatan es refundada en el sitio actual por Antonio Nicolás Briceño y Jacobo Roth. El 15 de junio de 1831, Motatán pasó a pertenecer al cantón de Escuque, el 8 de diciembre de 1987 pasa a municipio autónomo.
El 3 de agosto de 1895, Andrés Roncajolo, gerente del Gran Ferrocarril de La Ceiba, notificó en una asamblea ordinaria de accionistas la culminación de los trabajos de la línea férrea entre Sabana de Mendoza y Motatán. Ese mismo año se inauguró al público la estación ferroviaria en Motatán, bautizada como “Estación Roncajolo” en honor a su promotor.
Con esta obra, quedó concluida la ruta definitiva del Gran Ferrocarril Trujillano hasta el puerto de La Ceiba, consolidando una infraestructura clave para el transporte y el comercio en la región. La llegada del ferrocarril impulsó significativamente la economía local, especialmente en el sector cafetalero. Importantes casas comerciales como Boulton y Martin-Ferrero establecieron sucursales en Motatán, dinamizando el intercambio de productos agrícolas y fortaleciendo la conexión entre el interior del estado y su salida marítima.
El ferrocarril prestó servicio hasta el año 1940, dejando una huella profunda en el desarrollo económico y social del municipio.

## Zona residencial
Motatán es un pequeño pueblo en el centro del estado Trujillo, atravesado por el río que le da su nombre, se encuentra al pie de los Andes en un valle fértil. Es conocido por sus cultivos de frutales, naranjas, aguacates, guamas, plátano, cambur, y sobre todo piñas. Su lema es “Tierra de la caña, piña y tambor”. Es conocida la devoción del pueblo por San Benito de Palermo al que bailan con chimbángueles, especialmente en el mes de septiembre, cuando se celebra el evento denominado "Romería" que reúne gran cantidad de grupos tamborileros locales e invitados de otras ciudades. Motatán tiene una iglesia colonial y un estadio de béisbol, este último se encuentra actualmente en remodelación y ha presentado una gran cantidad de inconvenientes para su culminación

## Actividad económica
La producción de frutas, sobre todo piñas y caña de azúcar y ron son los principales productos de Motatán. También cuenta con una compañía de gas licuado, cinco bloqueras, una fábrica de cemento y una fábrica de azúcar. El centro del poblado tiene un movimiento económico muy importante ya que a cada lado de la vía principal existen gran cantidad de ventas de verduras, carnicerías, venta de loterías y otros; sumado a que dicha vía, por su amplitud, facilita el estacionamiento de vehículos. Cuenta además con tres supermercados y una gran cantidad de bodegas.

## Vialidad y transporte
Su vía principal es la carretera Valera – Agua Viva, el pueblo tiene varias calles y vías que lo unen a Trujillo y Sabana Libre.

## Sitios de referencia
- Motatán es fácilmente identificable por los puestos de frutas a la salida del pueblo en la carretera Valera – Agua Viva.
- Río Motatán.
- Plaza Bolívar con fuente de Agua.
- Chimenea del Central Azucarero Trujillo.
- Cerro El Conquistado, con una altura tope aproximada de 958 m s. n. m.